# 2936 Nechvíle
2936 Nechvíle eller 1979 SF är en asteroid i huvudbältet som upptäcktes den 17 september 1979 av den tjeckiske astronomen Antonín Mrkos vid Kleť-observatoriet i Tjeckien. Den är uppkallad efter den tjeckiske astronomen Vincence Nechvíle.
Asteroiden har en diameter på ungefär 9 kilometer.